# Ecuador en los Juegos Olímpicos de la Juventud 2018
Ecuador compitió en los Juegos Olímpicos de la Juventud 2018 en Buenos Aires, Argentina, celebrados entre el 6 y el 18 de octubre de 2018. Su delegación estuvo conformada por 29 atletas y obtuvo una medalla dorada, dos plateadas y dos de bronce en las justas deportivas.

## Medallero
| Medalla       | Oro | Plata | Bronce | Total |
| ------------- | --- | ----- | ------ | ----- |
| Total oficial | 1   | 2     | 2      | 5     |

## Deportes

### Atletismo
| Sexo | Atleta      | Evento           | Stage 1  | Stage 1 |
| Sexo | Atleta      | Evento           | Result   | Rank    |
| ---- | ----------- | ---------------- | -------- | ------- |
| M    | Óscar Patín | 5000 m Race Walk | 20:13'69 | 1       |

### Voleibol playa
Ecuador calificó a un equipo masculino con base en su clasificación general en el Tour Sudamericano Juvenil.
- Torneo masculino - 1 equipo de 2 atletas

### Ciclismo
Ecuador clasificó a un equipo mixto de carreras de BMX.
- BMX mixto - 1 equipo de 2 atletas

### Gimnasia artística
Ecuador calificó a un gimnasta por su desempeño en el Campeonato Europeo Juvenil de 2018.
- Individual masculino - 1 plaza

### Escalada
Ecuador calificó a un escalador por su desempeño en el Campeonato Panamericano de Escalada Deportiva Juvenil 2017.
- Masculino - 1 plaza (Galo Hernández)

### Triatlón
Ecuador calificó a dos atletas en esta disciplina.
- Individual masculino - 1 plaza
- Individual femenino - 1 plaza

### Levantamiento de pesas
Ecuador calificó a una atleta por su desempeño en el Campeonato Mundial Juvenil de 2017.
- Femenino - 1 plaza

## Competidores
| Deporte   | Hombre | Mujer | Total |
| --------- | ------ | ----- | ----- |
| Atletismo | 1      |       | 1     |
| Total     | 1      |       | 1     |